# Після зіткнення світів
«Після зіткнення світів» (англ. After Worlds Collide) — науково-фантастичний роман, написаний у 1934 році. Продовження роману 1933 року «Коли світи зіштовхнуться», обидва написані в співавторстві Філіпом Гордоном Вайлі та Едвіном Белмером. Роман вперше вийшов у шести частинах на сторінках журналу «Блакитні книги» (листопад 1933 — квітень 1934 років). Набагато коротший і менш описовий, ніж оригінальний роман, він розповідає історію виживання людей на Бронсон Бета — мандрівній планеті, що стала їм новим домом після руйнування Землі.

## Сюжет
Бронсон Альфа — найбільша з двох планет-супутників, які прилетіли в Сонячну систему. Її компаньйон зіткнувся з Землею та знищив її, перш ніж покинути Сонячну систему. Проте Бронсон Бета розміром приблизно як і Земля, залишилася позаду й застигла у стабільному, але дещо ексцентричному стані, й почала обертатися навколо Сонця.
У відчайдушній спробі врятувати частину людства Сполучені Штати та декілька інших країн нашвидкоруч побудували космічні ковчеги для транспортування вцілілих до Бронсон Бета. Американцям, під керівництвом Коула Гендрона, вдалося запустити дві космічні ковчеги, які містять сотні людей, а також тварини, рослини та знання, які, як він сподівається, допоможуть вижити на чужої планеті. Обидва американські кораблі долітають до цього нового світу, як і ще принаймні два інших, хоча всі чотири втрачають зв'язок один з одним, і кожен не знає про долі інших.
Вцілілі з меншого ковчега Гендрона вирішують заснувати колонію, при цьому виявляючи дорогу, з чого розуміють, що на цій планеті вже раніше існувала інопланетна цивілізація. Тоні Дрейк та інший розвідник-пошуковець вирушають на пошуки підхожих сільськогосподарських угідь, але на зворотному шляху, йдучи по чужинській дорозі, ці два чоловіки стикаються з автомобілем. Після того як загадкове захворювання вражає табір, гинуть троє колоністів. Гендрон забороняє розвідку, але деякі колоністи не слухають його й втікають, принісши після свого повернення дерево з далекого лісу. Того ж вечора через появу літака, який пролітав біля табору, оголошують екстренну тривогу.
Японець Кіто, колишній співслужбовець Тоні, знаходить шматок паперу, який приносить вітром; з нього стає зрозуміло, що інший ковчег теж дістався до планети. Група, що складається з німців, росіян та японців, має намір створити «Совєт», під назвою «Домініон азійських реалістів».
За наказом Гендрона з залишків ковчега та його ракет будується пошуковий літак, а Тоні Дрейк вирушає з письменником Еліотом Джеймсом. Вони йдуть по дорозі і виявляють куполоподібне місто. Оглядаючи споруду, вони дізнаються, що мешканці Бронсон Бета були гуманоїдами і мали значно вищий рівень розвитку технологій, ніж людство. Цей вид побудував п'ять таких міст, щоб вижити після відходу їхньої планети в міжзоряний простір, але в підсумку вони вирішили просто померти після завершення їхнього будівництва.
Американці вони летять на південь й знаходять прожектор у темряві. Він походить з другого американського ковчега, який мав катастрофічну посадку. Відбувається радісне возз'єднання з його командиром Дейвом Рансделлом. Табір Рансделла також зіткнувся з таємничим літаком.
Тоні та Рансделл відлітають у табір Гендрона, з'ясувавши, що суттєво гіршає фізичне та психічне здоров'я його мешканців. Тоні починає побоюватися, що Рансделл, очевидно, стане їх новим лідером, а також матиме Ів, доньку Гендрона за дружину. Ів, будучи керівницею Гендрона, відправляє Тоні, щоб доставити радіо в табір Рансделла. У першому ж повідомленні з'ясовується, що на табір напали. Тоні й один з загону Рансделла досліджують все навколо; вони знаходять всіх лежачими на землі.
Вони з'ясовують, що всі живі, але під дією наркотиків; вони дають лікарю антидот, а потім чують, як наближається літак, в якому знаходяться люди зі слов'янськими рисами обличчя. Після зникнення літака Тоні готує зброю (ракети з ковчега), щоб захистити табір. Незабаром повітряна армада повертається, але американці повністю знищують її.
Люди поступово приходять до тями. Командування Гендрона переходить до Тоні, котрий вирішує зайняти одне з міст іншопланетян, але не те, яке вони знайшли, а ще одне, розташоване поруч.
Під час поїздки американці стикаються з чужопланетним автомобілем, керованим британською жінкою; вона пояснює, що британський корабель також відлетів з Землі, але приземлився в озері; наступного дня їх знайшла група «Домініону азійських реалістів», яких Гендрон прозвав «мідійці», і були поневолені. Суспільство «мідійців» побудоване як мурашник, колонія є важливою, а люди — нічим, але правляча верхівка живе розкішно.
Група Тоні осідає в чужому місті, пославши послів до Рансделла. Тоні називає свій новий дім Гендроном, оскільки Гендрон помер незабаром після відходу з табору. Вчені намагаються, допомагаючи британцям, з'ясувати, як зарядити акумулятори та експлуатувати машини. Вони також знаходять ангари, які містяться інопланетні літаки; деякі з них озброєні і їх вдається використати для протиповітряної оборони.
Тим часом планета наближається до афелію, і ніхто до кінця не впевнений, що вона перебуває на стабільній орбіті навколо Сонця. Погода стає холоднішою, а однієї ночі «мідійці» вимикають джерело живлення міста. Одна жінка знищує «мідійця», а чотири інших намагаються дістатися до мідійського міста, використовуючи високошвидкісну машину в підземному сервісному тунелі. Ця спроба виявляється невдалою, але жінка, вдаючи «перебіжчицю», вбиває лідера «мідійців», перемагає своїх ключових опонентів і дозволяє британцям взяти ситуацію під свій контроль.
Домініон розгромлений, а переможцями стала американсько-британська коаліція, яка оселилася в куполоподібних містах разом з колишніми «мідійцями». Хоча проблеми й надалі залишаються, їхні потреби у притулку, енергетиці та продовольстві задовольнилися. Сюжет завершується на оптимістичній ноті: серед колоністів була зафіксована перша вагітність, у пари Ів та Тоні, і підтверджується, що орбіта планети стабільна.
Роман завершується натяком на продовження, проте воно так і не було написане.

## Невипущений фільм
У середині 1950-х років Джордж Пал розглянув ідею створення продовження свого фільму «Коли світи зіштовхнуться» (1951), який, ймовірно, був би створений на основі роману «Після зіткнення світів». Проте після невдачі фільму «Підкорення космосу» продюсер відклав цю ідею на кінець десятиліття й зрештою сиквел так і не було знято.